# Z twarzą Marilyn Monroe
Z twarzą Marilyn Monroe – pierwszy singel promujący album Sun Machine, wydany w maju 1996.

## Lista utworów
| 1. | "Z twarzą Marilyn Monroe"        | 2:49  |
|    |                                  |       |
| 2. | "Papierowe skrzydła" live        | 2:23  |
|    |                                  |       |
| 3. | "Zgon" live                      | 2:34  |
|    |                                  |       |
| 4. | "Krótka piosenka o miłości" live | 3:28  |
|    |                                  |       |
|    |                                  | 11:14 |
|    |                                  |       |